# Γ-氨基丁酸
γ-氨基丁酸（英語：γ-Aminobutyric acid，简称GABA，化学名称：4-氨基丁酸，又稱胺酪酸、哌啶酸。广泛分布于动植物体内。植物如豆属、参属等的种子、根茎和组织液中都含有GABA。在动物体内，GABA几乎只存在于神经组织中，其中脑组织中的含量大约为0.1-0.6mg/克组织，免疫学研究表明，其浓度最高的区域为中脑中黑质。GABA是目前研究较为深入的一种重要的抑制性神经递质，它参与多种代谢活动，具有很高的生理活性。在人體，GABA還直接調控肌肉張力。
雖然在化學上，GABA被歸類為氨基酸，但科學界很少這樣將它歸類，因為生物學上稱的氨基酸通常指的是α-氨基酸，而GABA則屬於γ-氨基酸；也就是說，該化合物的氨基連接在羧基旁的第三個碳（γ碳）上。
在痙攣型雙邊麻痺（spastic diplegia）的患者身上，由於上運動神經元病變，造成神經的GABA吸收能力受損，導致肌肉張力亢進。

## 功能

### 神經遞質
在脊椎动物身上，GABA為大腦中的一個抑制突觸的神經遞質。GABA會與突觸前後特定的膜受體結合，導致离子通道打開，使帶負電的氯離子流入細胞，帶正電的鉀離子流出細胞，這個現象稱為過極化。
目前已知有兩種GABA受體：
1. GABAA：為配体门控离子通道複合物的其中一部分[4]。

1. GABAB：屬於代谢型受体，為一種G蛋白偶联受体。

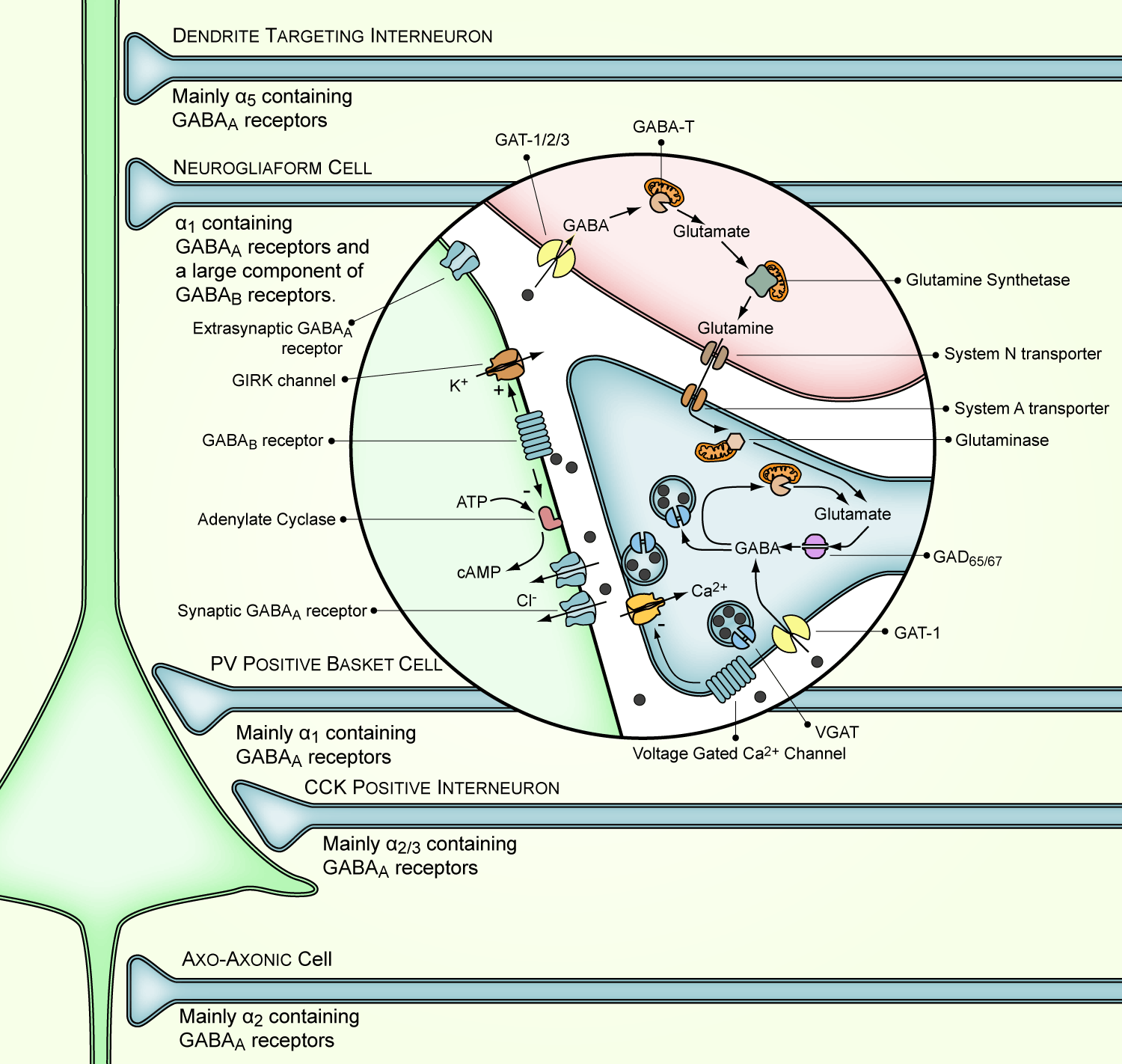
GABA的製造、釋放、作用，及降解（於GABAergic突觸）

## 歷史
1883年，GABA首次被合成，最初人們只知道它是植物和微生物的代謝產物。
1950年，GABA被發現是哺乳動物中樞神經系統的組成部分。
1959 年，研究表明，GABA 在小龍蝦肌肉纖維的抑制性突觸上發揮著類似刺激抑制神經的作用。 Picrotoxin可阻斷神經刺激和應用 GABA 的抑製作用。

## 外部連結
- 维基共享资源上的相關多媒體資源：Γ-氨基丁酸
- Gamma-aminobutyric acid MS Spectrum （页面存档备份，存于）
- Lydiard B, Pollack MH, Ketter TA, Kisch E, Hettema JM. . Continuing Medical Education. School of Medicine, Virginia Commonwealth University, Medical College of Virginia Campus (VCU), Richmond, VA. 2001-10-26  [2008-06-20]. （原始内容存档于2008-05-16）. The role of GABA in the pathogenesis and treatment of anxiety and other neuropsychiatric disorders
- Scholarpedia article on GABA （页面存档备份，存于）
- List of GABA neurons on NeuroLex.org （页面存档备份，存于）